# 460 (số)
460 (bốn trăm sáu mươi) là một số tự nhiên ngay sau 459 và ngay trước 461.